# Arirang (film 1926)
Arirang (아리랑?) è un film muto coreano del 1926 scritto, diretto e interpretato da Na Woon-gyu.
Viene indicato come uno dei film più influenti nella storia del cinema coreano, oltre che come primo film nazionalista coreano e una critica all'oppressione giapponese in Corea. Il titolo ricalca il nome della canzone tradizionale Arirang, che si diceva il pubblico cantasse al termine della pellicola. Arirang è considerato un film perduto, ma una versione della sceneggiatura è sopravvissuta.
Ha avuto due seguiti, Arirang geu hu i-yagi (1930) e Arirang 3pyeon (1936), e quattro remake, il primo del 1954, il secondo del 1957, il terzo del 1968 ed il quarto del 2003.

## Trama
Yeong-jin è uno studente diventato mentalmente instabile dopo essere stato imprigionato e torturato dai giapponesi per il suo coinvolgimento nella protesta del 1 marzo 1919 contro l'occupazione giapponese della Corea. Dopo il suo rilascio, torna a vivere con la sua famiglia, in quel momento formata da suo padre e da sua sorella, Yeong-hui, nella loro casa in campagna. Un giorno, mentre gli altri abitanti del piccolo villaggio sono impegnati in una festa del raccolto, Oh Gi-ho, un collaborazionista della polizia giapponese, tenta di violentare Yeong-hui. Hyeon-gu, un amico della ragazza, della quale è innamorato, cerca di fermare Gi-ho. Yeong-jin assiste alla scena, ma non interviene perché proprio in quel momento ha una visione: nell'allucinazione, una donna implora un uomo di darle dell'acqua. L'uomo, invece di porgergliela, l'abbraccia. Yeong-jin, come per proteggere la donna, colpisce l'uomo con una falce, ma nella realtà uccide Gi-ho. Yeong-jin riprende i sensi proprio in questo momento. Mentre gli abitanti del villaggio piangono per quanto accaduto, la polizia giapponese riporta Yeong-jin in prigione.